# Grans Records
Grans Records és una botiga de discos de vinils i marxandatge musical i un bar especialitzat en cervesa artesanal de Lleida, on s'hi realitzen concerts ocasionals. El lloc compta amb mobles recuperats i una gran vidriera que dona a una terrassa interior adaptada per a persones amb diversitat funcional, decorada amb llums penjants i un espai de joc infantil.

## Història
Després d'estar un any venent discos de vinil al mercat d'antiquaris dels diumenges a la Rambla de Ferran, Domènec Merchan va obrir les portes de Grans Records com a botiga de vinils, samarretes i llibres de temàtica musical el setembre de 2013 al carrer de la Palma del centre històric de la ciutat en un moment en què «els negocis vinculats amb la venda de música les passaven bastant magres». Quan aquesta primera botiga es va quedar petita, va decidir buscar un local més gran que es va inaugurar el 22 desembre de 2016 afegint, a la venda de vinils nous i de segona mà, una cerveseria assortida amb birres locals i internacionals. La inauguració va comptar amb una sessió de punxadiscos de Miqui Puig.
Paral·lelament, Grans Records exerceix de segell discogràfic independent i ha editat treballs de Fermin Muguruza, Siroll!, Memento Mori Hardcore, Zoo o Homes Llúdriga, entre d'altres. D'altra banda, també coorganitza el Record Store Day.